# Personal Mobile Tool

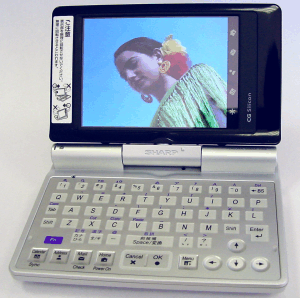
Sharp Zaurus (Personal Mobile Tool PMT) SLC-750

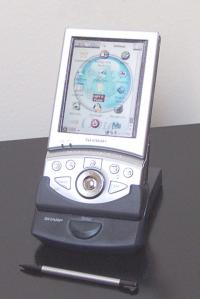
Sharp Zaurus SL-5500 - OpenZaurus, mit Docking-Station und Stylus, geschlossen

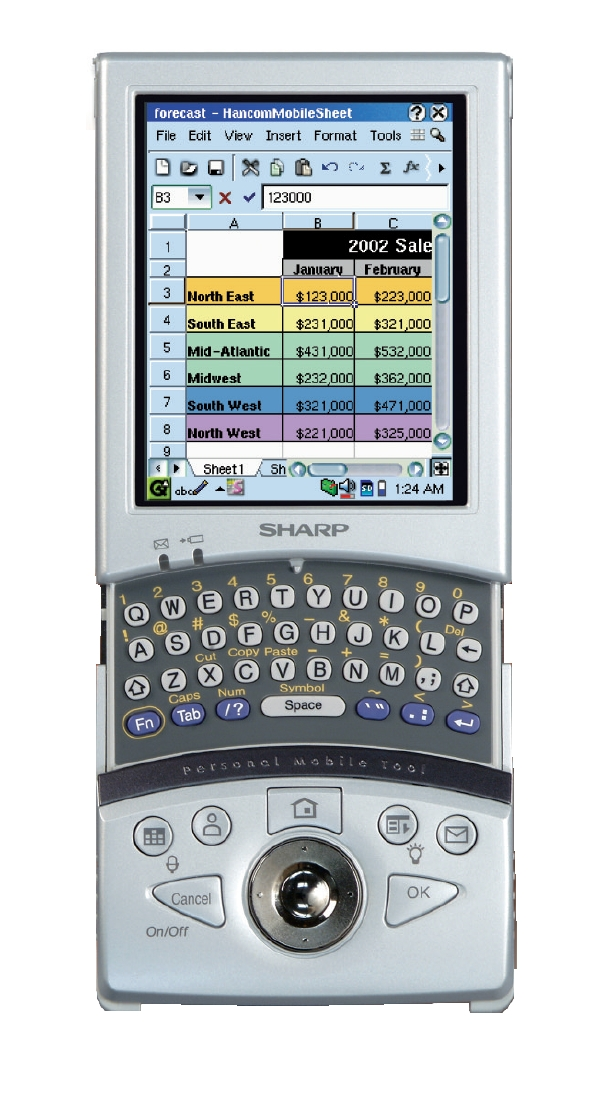
Sharp Zaurus SL-6000 - OpenZaurus

Als Personal Mobile Tool, kurz PMT, bezeichnete die japanische Firma Sharp die späteren Modelle ihrer Zaurus-Baureihe. Der Zaurus war 2003 das populärste PMT in Japan und verwendete ein proprietäres Betriebssystem. Das erste Sharp-PMT, das auf einer GNU/Linux-Variante, Embedix Plus, basierte, war der SL-5000D. Gegenüber Smartphones verfügen PMTs nicht über ein integriertes Mobilfunk-Telefon.
Als CPU kommen ARM StrongARM- und Intel XScale-Prozessoren für die modernen Varianten zum Einsatz. Die Geräte verfügen weiterhin über CompactFlash- und SD-Card-Einschübe, eine Infrarot-Schnittstelle sowie eine Tastatur.
Als grafische Oberfläche wird für die moderneren Linux-PMT-Varianten Qtopia der Firma Qt Software ausgeliefert. Alternativ kann das freie OPIE installiert werden. Beide Oberflächen verwenden einen Framebuffer. Mit einem richtigen X11-Server und einem schlanken Fenstermanager kann dagegen die ebenfalls freie GPE-Oberfläche aufwarten. Außerdem kann OpenBSD installiert werden.
Selbst der SL-5000D hat genug Leistung, um als LAMP-Server zu dienen. Auch bei Wardrivern erfreut er sich großer Beliebtheit. Mit einer WLAN-Karte kann der Zaurus sowohl als WLAN-Sniffer, als auch WLAN-Client oder Wireless Access Point verwendet werden.
In Deutschland erschien als letztes Gerät der Zaurus 5500G, danach kündigte Sharp seinen Rückzug vom europäischen PDA-Markt an, wobei rechtliche Probleme als wahrscheinlichste Ursache gelten.
2003 brachte Sharp die Modelle SL-C 700, SL-C 750, SL-C 760 und SL-C 860 auf den japanischen Markt, die aufgrund ihres revolutionären Designkonzeptes (Haubenhalbschale („Clamshell“) mit hochauflösendem 3,8-Zoll-Display mit 640×480 Bildpunkten) schnell große Beliebtheit erlangten und mittlerweile auch Importeure nach Europa und Amerika gefunden haben. 2004 bis 2005 war auch das Modell SL-6000 mit 10-cm-Display in Deutschland erhältlich, allerdings nicht von Sharp. Als Nachfolger dieser Geräte sind mittlerweile die Modelle SL-C1000, SL-C3000, SL-C3100 und SL-C3200 auf dem Markt, welche als Neuerung über einen USB Host verfügen. Dieser ermöglicht den Anschluss und Betrieb nahezu jeden USB-Geräts am Zaurus, so z. B. einer externen Festplatte, eines Brenners oder einer Tastatur. Die 3000er-Serie ist dabei zusätzlich mit einem internen Microdrive ausgestattet.

## Bisherige Modelle
- SL-5000D (Linux Zaurus)
- SL-5500G
- SL-5600
- SL-6000
- SL-C 700 (Zaurus Personal Mobile Tool)
- SL-C 750
- SL-C 760
- SL-C 860
- SL-C1000
- SL-C3000
- SL-C3100
- SL-C3200